# Grand Prix Formule 1 van Turkije 2010
De Grand Prix Formule 1 van Turkije 2010 werd gehouden op 30 mei 2010 op het circuit van Istanbul Park. Het was de zevende race uit het kampioenschap.
Mark Webber, van het team Red Bull Racing, pakte tijdens de kwalificatie de poleposition, voor McLaren-coureur Lewis Hamilton en teamgenoot Sebastian Vettel. Het was de derde poleposition op rij voor de Australiër en de zevende poleposition op rij voor Red Bull Racing.
Hamilton won de race voor teamgenoot Jenson Button en polesitter Webber. Vettel crashte zichzelf in ronde 41 uit de race na een inhaalactie op Webber. De snelste ronde werd gereden door Renault-coureur Vitali Petrov.

## Kwalificatie
| Positie | Nr | Coureur            | Constructeur         | Q1       | Q2       | Q3       | Startplaats |
| ------- | -- | ------------------ | -------------------- | -------- | -------- | -------- | ----------- |
| 1       | 6  | Mark Webber        | Red Bull-Renault     | 1:27.500 | 1:26.818 | 1:26.295 | 1           |
| 2       | 2  | Lewis Hamilton     | McLaren-Mercedes     | 1:27.667 | 1:27.013 | 1:26.433 | 2           |
| 3       | 5  | Sebastian Vettel   | Red Bull-Renault     | 1:27.067 | 1:26.729 | 1:26.760 | 3           |
| 4       | 1  | Jenson Button      | McLaren-Mercedes     | 1:27.555 | 1:27.277 | 1:26.781 | 4           |
| 5       | 3  | Michael Schumacher | Mercedes GP          | 1:27.756 | 1:27.438 | 1:26.857 | 5           |
| 6       | 4  | Nico Rosberg       | Mercedes GP          | 1:27.649 | 1:27.141 | 1:26.952 | 6           |
| 7       | 11 | Robert Kubica      | Renault              | 1:27.766 | 1:27.426 | 1:27.039 | 7           |
| 8       | 7  | Felipe Massa       | Ferrari              | 1:27.993 | 1:27.200 | 1:27.082 | 8           |
| 9       | 12 | Vitaly Petrov      | Renault              | 1:27.620 | 1:27.387 | 1:27.430 | 9           |
| 10      | 23 | Kamui Kobayashi    | BMW Sauber-Ferrari   | 1:28.158 | 1:27.434 | 1:28.122 | 10          |
| 11      | 14 | Adrian Sutil       | Force India-Mercedes | 1:27.951 | 1:27.525 |          | 11          |
| 12      | 8  | Fernando Alonso    | Ferrari              | 1:27.857 | 1:27.612 |          | 12          |
| 13      | 22 | Pedro de la Rosa   | BMW Sauber-Ferrari   | 1:28.147 | 1:27.879 |          | 13          |
| 14      | 16 | Sébastien Buemi    | Toro Rosso-Ferrari   | 1:28.534 | 1:28.273 |          | 14          |
| 15      | 9  | Rubens Barrichello | Williams-Cosworth    | 1:28.336 | 1:28.392 |          | 15          |
| 16      | 17 | Jaime Alguersuari  | Toro Rosso-Ferrari   | 1:28.460 | 1:28.540 |          | 16          |
| 17      | 10 | Nico Hülkenberg    | Williams-Cosworth    | 1:28.227 | 1:28.841 |          | 17          |
| 18      | 15 | Vitantonio Liuzzi  | Force India-Mercedes | 1:28.958 |          |          | 18          |
| 19      | 18 | Jarno Trulli       | Lotus-Cosworth       | 1:30.237 |          |          | 19          |
| 20      | 19 | Heikki Kovalainen  | Lotus-Cosworth       | 1:30.519 |          |          | 20          |
| 21      | 24 | Timo Glock         | Virgin-Cosworth      | 1:30.744 |          |          | 21          |
| 22      | 21 | Bruno Senna        | HRT-Cosworth         | 1:31.266 |          |          | 22          |
| 23      | 25 | Lucas di Grassi    | Virgin-Cosworth      | 1:31.989 |          |          | 23          |
| 24      | 20 | Karun Chandhok     | HRT-Cosworth         | 1:32.060 |          |          | 24          |

## Race
| Positie | Nr | Coureur            | Constructeur         | Rondes | Tijd/Oorzaak uitval | Startplaats | Punten |
| ------- | -- | ------------------ | -------------------- | ------ | ------------------- | ----------- | ------ |
| 1       | 2  | Lewis Hamilton     | McLaren-Mercedes     | 58     | 1:28:47.620         | 2           | 25     |
| 2       | 1  | Jenson Button      | McLaren-Mercedes     | 58     | +2.645              | 4           | 18     |
| 3       | 6  | Mark Webber        | Red Bull-Renault     | 58     | +24.285             | 1           | 15     |
| 4       | 3  | Michael Schumacher | Mercedes GP          | 58     | +31.110             | 5           | 12     |
| 5       | 4  | Nico Rosberg       | Mercedes GP          | 58     | +32.266             | 6           | 10     |
| 6       | 11 | Robert Kubica      | Renault              | 58     | +32.824             | 7           | 8      |
| 7       | 7  | Felipe Massa       | Ferrari              | 58     | +36.635             | 8           | 6      |
| 8       | 8  | Fernando Alonso    | Ferrari              | 58     | +46.544             | 12          | 4      |
| 9       | 14 | Adrian Sutil       | Force India-Mercedes | 58     | +49.029             | 11          | 2      |
| 10      | 23 | Kamui Kobayashi    | BMW Sauber-Ferrari   | 58     | +1:05.650           | 10          | 1      |
| 11      | 22 | Pedro de la Rosa   | BMW Sauber-Ferrari   | 58     | +1:05.944           | 13          |        |
| 12      | 17 | Jaime Alguersuari  | Toro Rosso-Ferrari   | 58     | +1:07.800           | 16          |        |
| 13      | 15 | Vitantonio Liuzzi  | Force India-Mercedes | 57     | + 1 ronde           | 18          |        |
| 14      | 9  | Rubens Barrichello | Williams-Cosworth    | 57     | + 1 ronde           | 15          |        |
| 15      | 12 | Vitaly Petrov      | Renault              | 57     | + 1 ronde           | 9           |        |
| 16      | 16 | Sébastien Buemi    | Toro Rosso-Ferrari   | 57     | + 1 ronde           | 14          |        |
| 17      | 10 | Nico Hülkenberg    | Williams-Cosworth    | 57     | + 1 ronde           | 17          |        |
| 18      | 24 | Timo Glock         | Virgin-Cosworth      | 55     | + 3 ronden          | 21          |        |
| 19      | 25 | Lucas di Grassi    | Virgin-Cosworth      | 55     | + 3 ronden          | 23          |        |
| 20      | 20 | Karun Chandhok     | HRT-Cosworth         | 52     | Brandstofpomp       | 24          |        |
| Ret     | 21 | Bruno Senna        | HRT-Cosworth         | 46     | Brandstofdruk       | 22          |        |
| Ret     | 5  | Sebastian Vettel   | Red Bull-Renault     | 39     | Ongeval             | 3           |        |
| Ret     | 19 | Heikki Kovalainen  | Lotus-Cosworth       | 33     | Hydraulisch         | 20          |        |
| Ret     | 18 | Jarno Trulli       | Lotus-Cosworth       | 32     | Hydraulisch         | 19          |        |

## Trivia
- Deze Grand Prix was de 800e Grand Prix voor het team van Ferrari.

## Noot
- Dit was de vijfde pole position voor Mark Webber.
- Eerste snelste ronde voor Vitaly Petrov en voor een Russische coureur.

2005 · 2006 · 2007 · 2008 · 2009 · 2010 · 2011 · 2020 · 2021